# Алфёров, Николай Фёдорович
Никола́й Фёдорович Алфёров (1777 — 1842) — русский и украинский архитектор и гравёр.

## Биография
Происходил из дворян Харьковской губернии. Родился в семье казачьего сотника Сумского полка, человека не значительного состояния, но поклонника искусства.
Учился в Императорской Академии художеств, не получил диплома. На «общественных началах» помогал Андрею Воронихину в постройке Казанского собора в Санкт-Петербурге.
В 1805 году опубликовал свою работу «Способ гравировать крепкою водкою, с присовокуплением способа гравировать карандашом и составлять потребные для сего лаки».
В сентябре 1805 года получил от своего наставника Алекандра Палицына и родственника по жене — Василия Каразина средства на образовательную поездку по городам Азии, Африки и Западной Европы. Вплоть до 1810 года он путешествовал по Италии, Франции, Греции и другим странам, его впечатления под заглавием «Письма русского путешественника» были напечатаны в журналах «Вестник Европы» (1808 и 1810) и «Русский вестник» (1808).
Был избран 23 мая 1812 года в действительные члены по части художеств Вольного общества любителей словесности, наук и художеств.
В 1817 году Алфёров составил проект памятника русским воинам с церковью во имя Нерукотворенного Спаса внутри. Памятник был освящён 30 августа 1823 года.
Алфёров считается автором проекта Свято-Троицкого храма села Бемыж. Предполагается также его авторство Иоанно-Предтеченской церкви в Уфе.
В 1820-х годах Алфёров жил в Сумах. В 1822—1828 годах титулярный советник Николай Фёдорович Алфёров состоял Сумским уездным предводителем дворянства.
30 сентября 1838 года был удостоен от Императорской Академии Художеств звания почётного вольного общника.
Его сын Аркадий — известный коллекционер и исследователь гравюр.